# Палац Матеуш
Палац Матеуш  (Casa de Mateus) — відомий палац у Віла-Реал на півночі Португалії доби бароко, що уособлює місцеві барокові форми і архітектурні образи в світській архітектурі XVIII століття.

## Два центри бароко в Португалії
Дослідники вважають, що бароко як стиль в архітектурі Португалії, закінчив своє формування при будівництві Мафри (нині Національний палац Мафра) у 1717 — 1730 роках. Це досить пізно в порівнянні з Австрією чи Польщею і Україною в її складі.
Але це відбувалось в столичному районі Португалії і при участі здебільшого іноземних архітекторів. І з урахуванням запозичених з Італії та Німеччини архітектурних ідей, які відповідали космополітичним смакам короля.
Космополітичні смаки короля Жоана V задовольняли з двох мистецьких центрів: релігійні — з папського Риму, а світські — з Парижу. Король замовляв картини і скульптури релігійної тематики в Римі.
Зовсім інші джерела підживлювали стиль бароко на півночі країни, де склався ще один центр цього напрямку в мистецтві країни.

## Португальське бароко на півночі країни

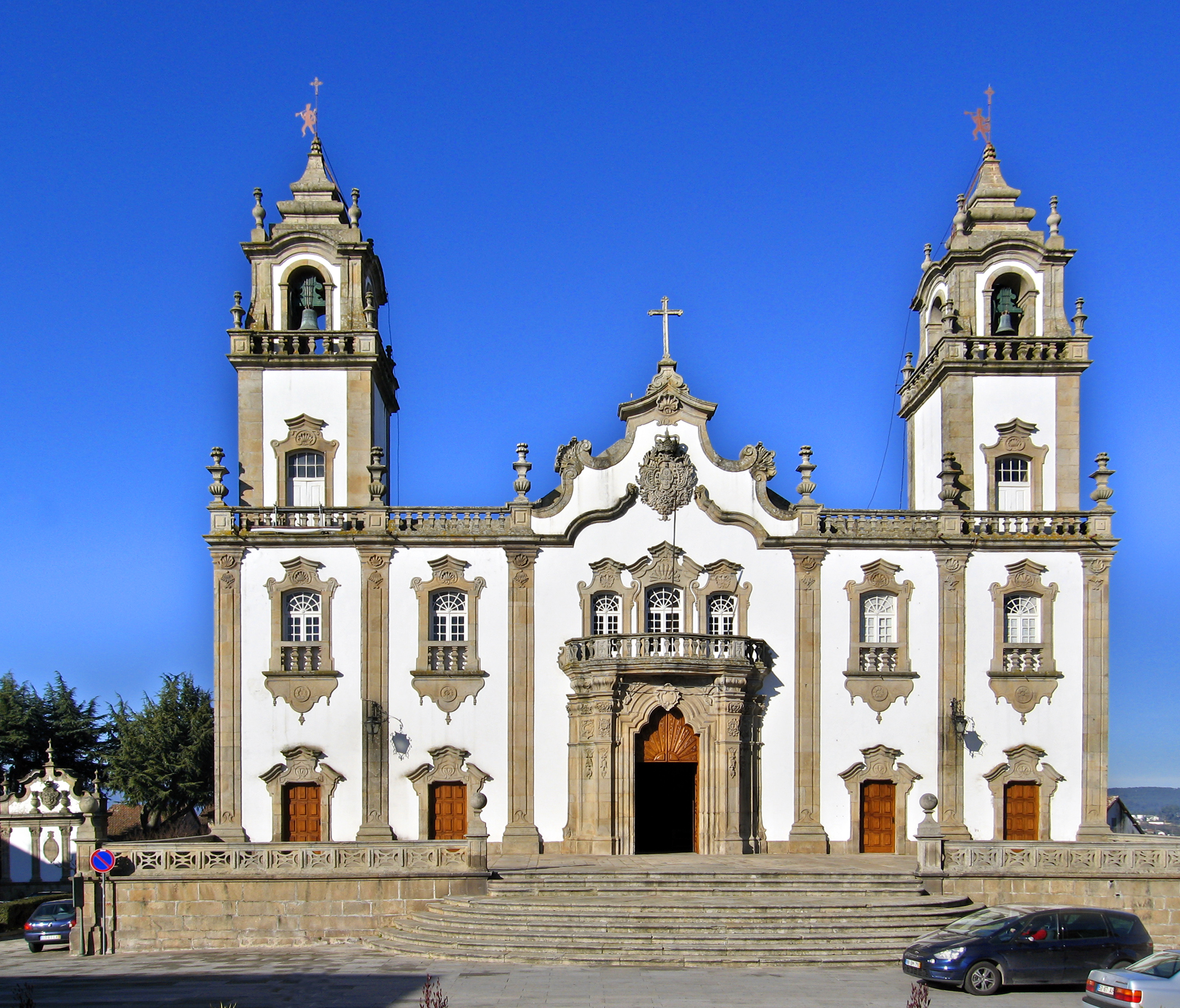
Північна Португалія, місто Візеу, церква Мізерікордія

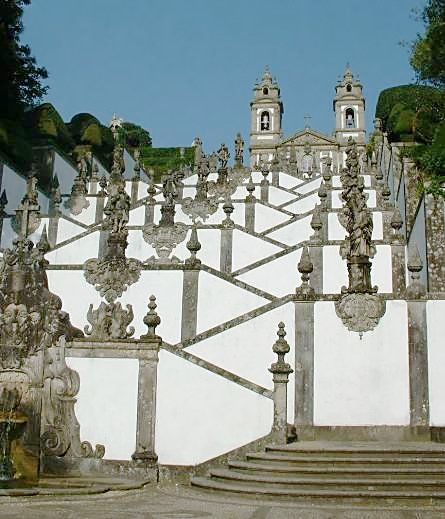
Барокові сходи церкви Бон Жезуш ду Монте, біля м. Брага

На півночі країни господарювала стара земельна аристократія. Більше пов'язані з місцевими будівельними традиціями і технологіями, її представники охоче вітали їх використання в будівництві як церков, так і світських споруд, палаців і заміських резиденцій — solares. Тесане каміння тут комбінували з біленими стінами і дахами, критими черепицею. Сірого кольору місцевий граніт використовували як візуальне уособлення будівельної конструкції і для створення пишних порталів, облямівки вікон, балконів, балюстрад, для скульптур. Побудова була симетричною, а на тлі білих стін чітко проглядали пишні плями порталів, пишні оздоби вікон, пишні картуші і герби володарів. Раптовий перехід від порожньої біленої стіни до пишних оздоб був головною ознакою місцевої архітектури. Цей засіб декору фасадів був перенесений і в будівництво місцевих фонтанів, каплиць і соборів, палаців ї заміських будинків solares. 
Без суттєвих змін ця барокова система північної Португалії була перенесена в колонії, а в архітектурі Бразилії стане головною образною системою бразильського варіанту бароко.

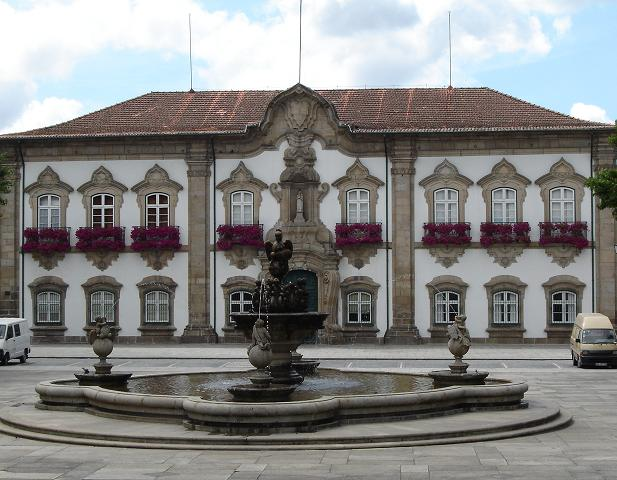
Брага, ратуша в місті
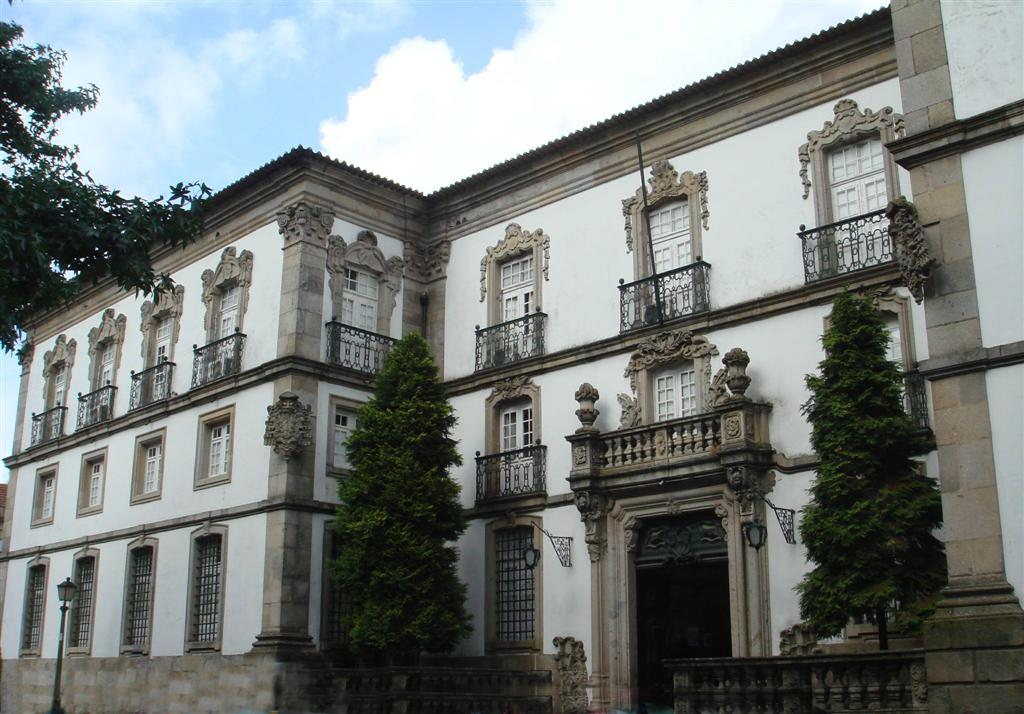
Північна Португалія, місто Брага, західний флігель палацу архієпископа.
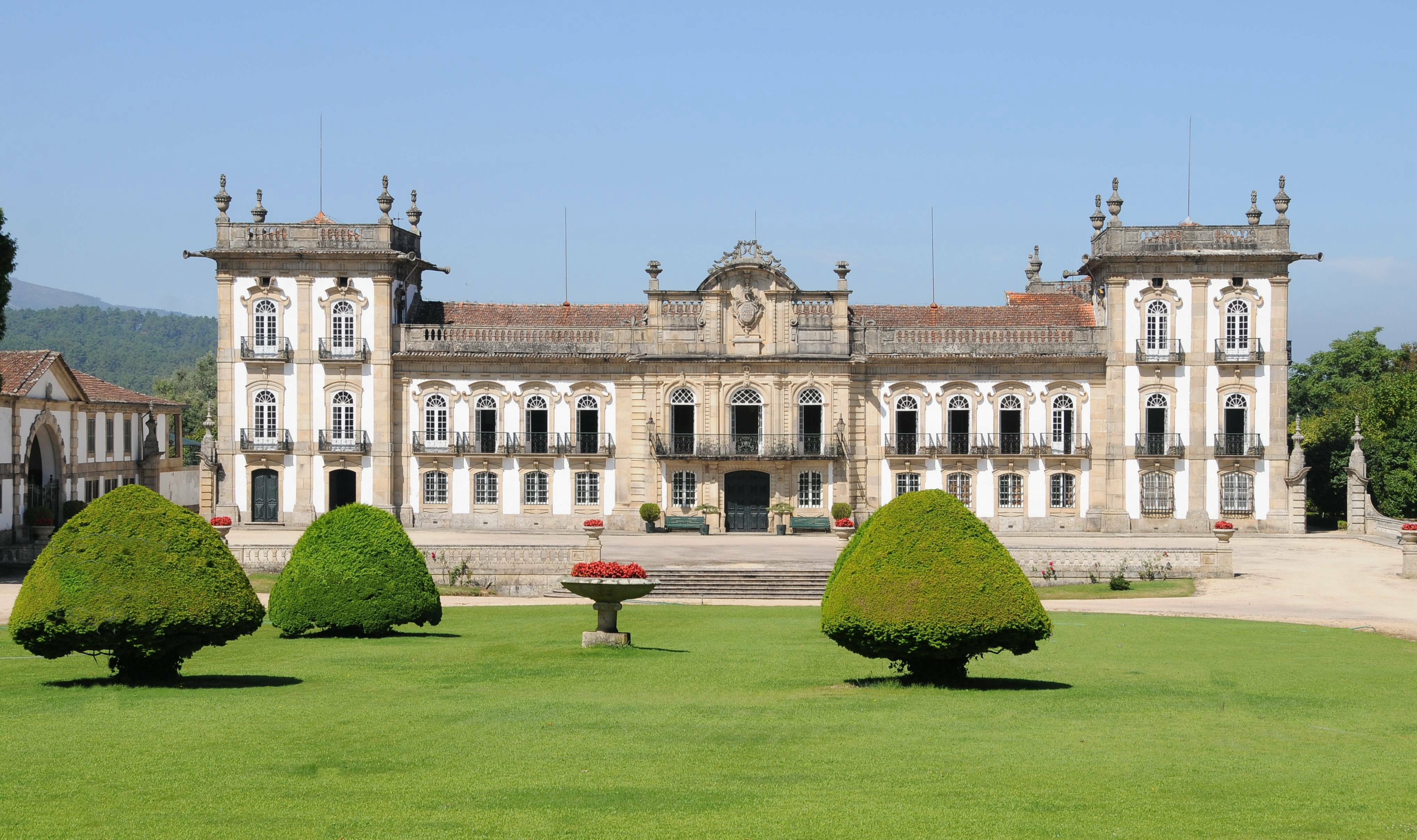
Північна Португалія,Віана да Каштелу, палац Брейорейра (Brejoeira)
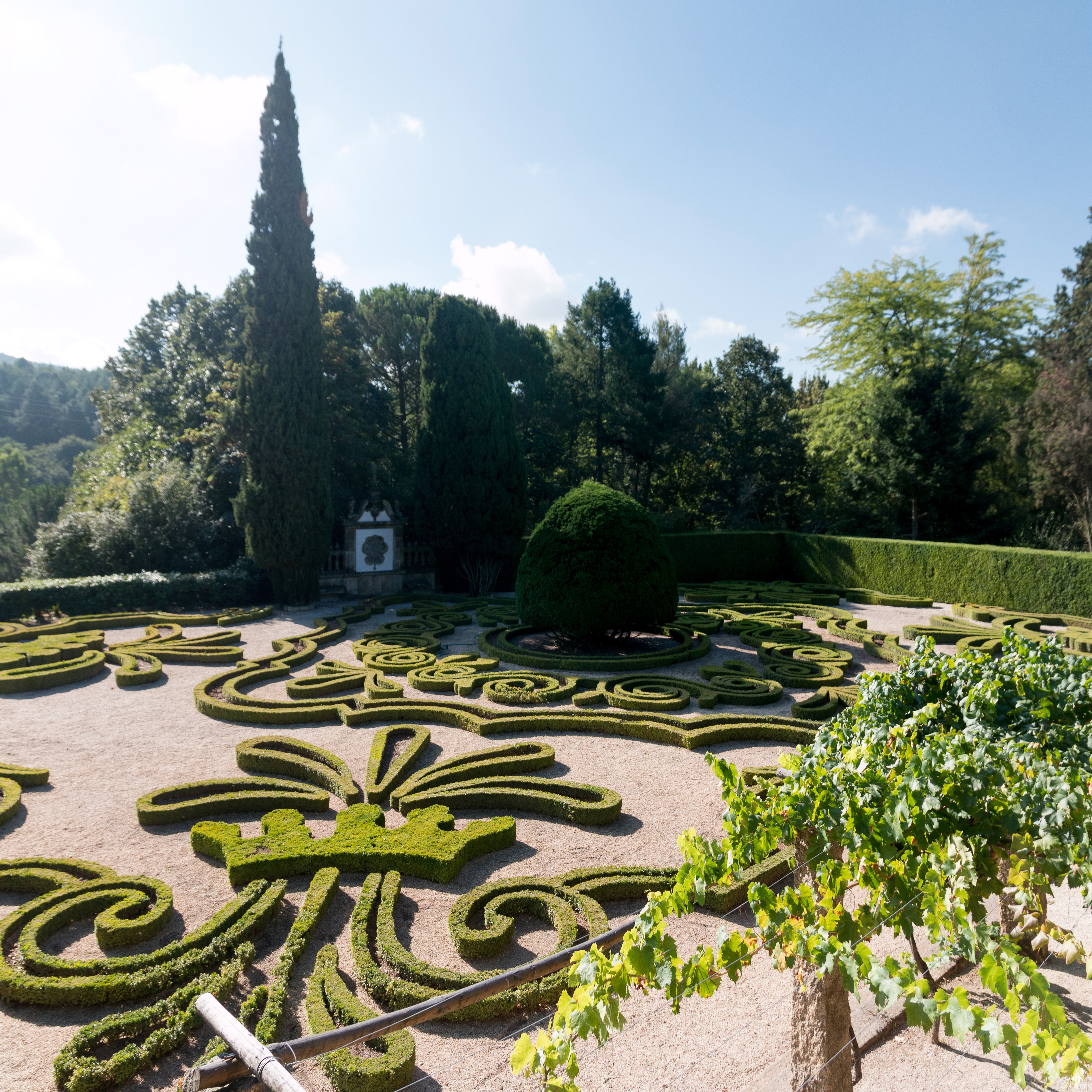

## Палац родини Матеуш

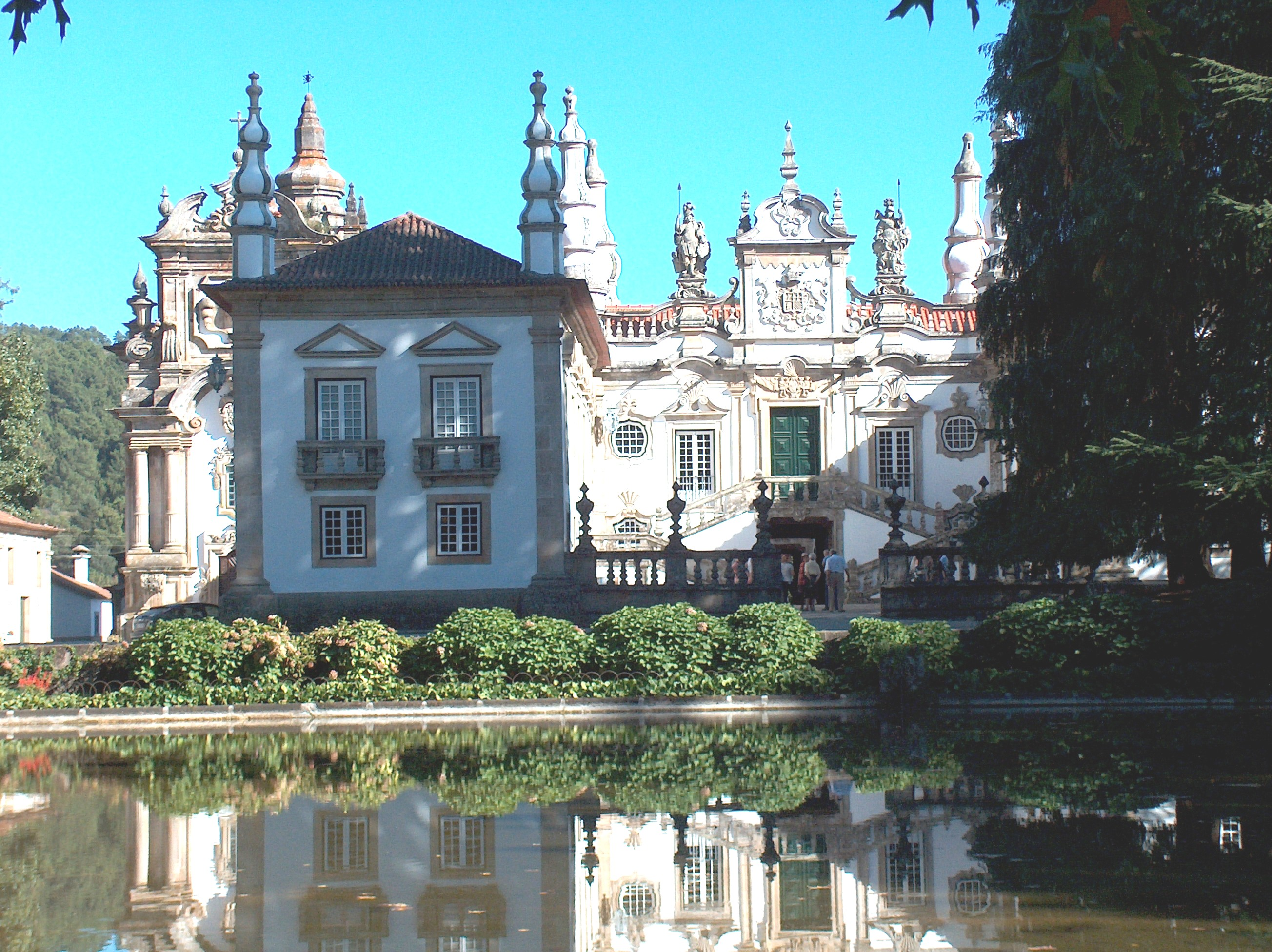
Палац Матеуш

Всі найкращі риси бароко Північної Португалії увібрав палац родини Матеуш. П-подібний за поземним планом, він вигідно відрізнявся від велетенських палаців Лісабона своїм масштабом, спорідненим людині, зберіг урочистість і привітність. Два флігелі обмежують парадний двір, що веде до барокових за характером сходів. Їх центр підкреслює пишний портал. Тут панує повна симетрія в розташуванні вікон, скульптур, фігурних башт-пінаклів. Як і в церквах, пінаклі — логічне продовження пілястр і їх завершення над дахами. Пінаклі 
Представники родини Матеуш мали відношення до юридичної і богословської галузей. Тому в палаці відведено приміщення для бібліотеки. Її фонд становлять 6000 томів.